# Jan van Leiden

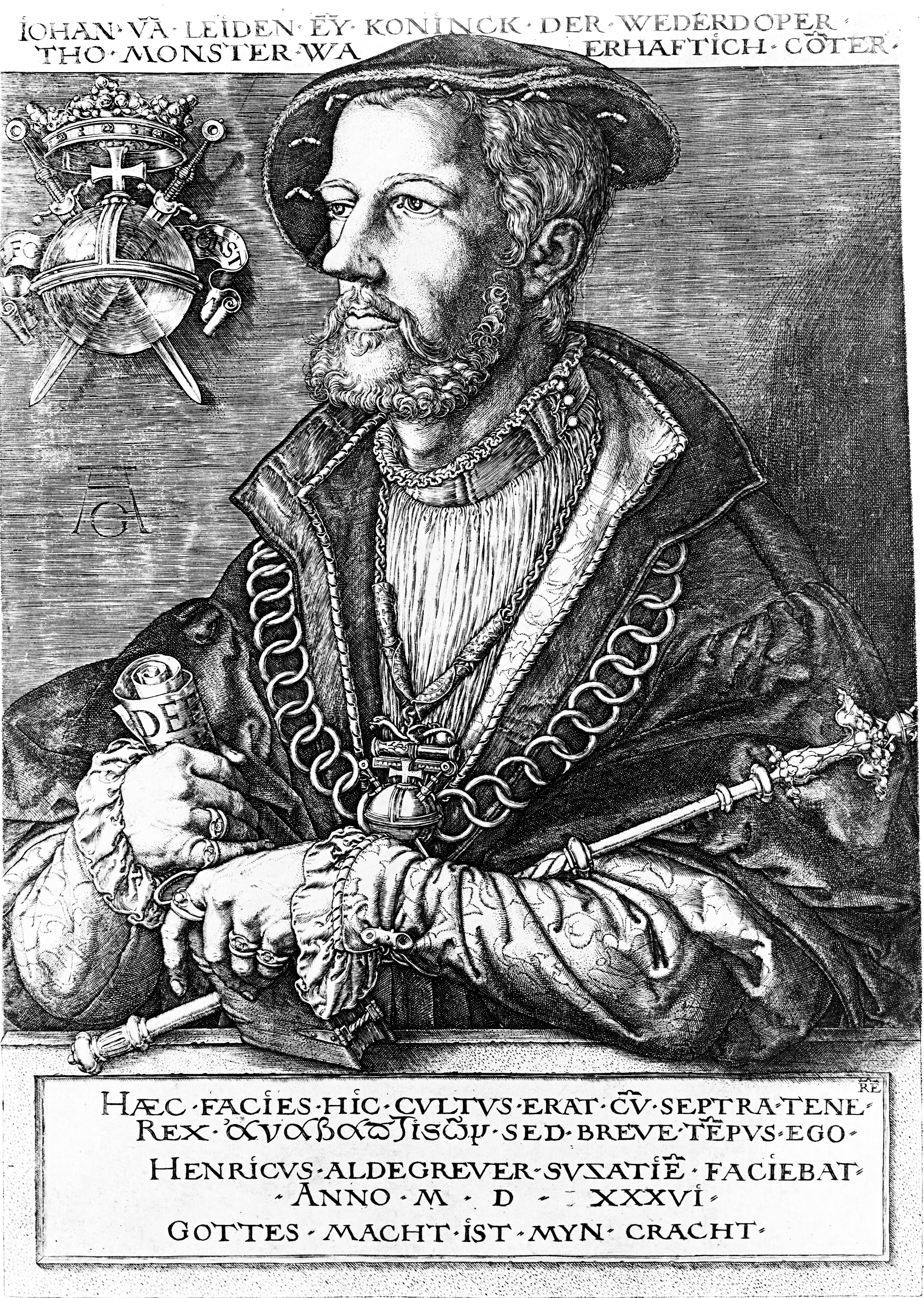
Jan van Leiden.

Jan van Leiden, även Johan av Leiden, Jan Bockelson eller Jan Bockhold, född 2 februari 1509 i Leiden, död 22 januari 1536 i Münster, var en tysk religiös ledare med holländskt ursprung.
Jan van Leiden var ledare för anabaptisterna i Münster, där han lät utropa sig till Zions konung och förde ett tygellöst våldsregemente. Då Münster fallit för de tyska landsfurstarnas belägring, torterades och avrättades Jan van Leiden.
Hans öde är motiv för Giacomo Meyerbeers opera Profeten.

## Historieskrivning
Den traditionella historieskrivningen är att Jan van Leiden skapade en polygamisk teokrati i Münster, mest känd för en lag som sade att en ogift kvinna måste acceptera det första förslaget till äktenskap som hon får, med resultatet att männen tävlade om att förvärva flest fruar. Några källor visar att Jan tog sexton bihustrur vid sidan av sin "drottning" Divara van Haarlem, och att han offentligt halshögg sin bihustru Elisabeth Wandscherer, efter att hon gjort uppror mot hans auktoritet.
Den marxistiske teoretikern Karl Kautsky noterade i boken Communism in Central Europe at the Time of the Reformation att denna bild av anabaptismens Münster nästan helt baseras på källor som skrivits av motståndare till anabaptismen, som försökte rättfärdiga deras blodiga erövring av staden. Kautskys läsning av källorna lyfter fram anabaptisternas betoning av social jämlikhet, politisk demokrati och samhällsliv under van Leidens styre.